# Zhao Feiyan
Pour les articles homonymes, voir Zhao (homonymie).
Dans ce nom, le nom de famille, Zhao, précède le nom personnel.
Zhao Feiyan, l'« hirondelle volante » (chinois : 趙飛燕 ; pinyin Zhào Fēiyàn), née en 43, morte en 1 av. J.-C., est une danseuse, devenue concubine impériale, puis impératrice, épouse de l'empereur Cheng (règne : 32-7 av. J.-C.) de la dynastie Han. Elle est la sœur de Zhao Hede (en), elle-même concubine impériale.

## Biographie
Zhao Feiyan est née sous le nom de Feng Yisheng en 43, peut-être à Jiangdu (actuel Yangzhou dans le Jiangsu). Sa famille est pauvre, son père, Feng Wanli, est musicien. À sa naissance, ses parents ont l'intention de la laisser mourir, avant de se raviser. Son père meurt quand elle est encore jeune, aussi est-elle adoptée, avec sa sœur Hede, par Zhao Lin, dont elles prennent le nom, et qui est au service d'une riche famille. C'est ainsi qu'elles acquièrent une éducation de bon niveau. Les deux sœurs commencent par gagner leur vie en s'adonnant à la broderie, avant d'entrer au service de la princesse de Yang'e. Elles y apprennent la danse et le chant. Remarquée pour sa souplesse et son agilité, Zhao Yisheng est alors surnommée l'« hirondelle volante » (feiyan). Après avoir attiré l'attention de l'empereur Cheng, Zhao Feiyan entre au palais impérial comme concubine, et est rapidement élevée au rang de favorite.
Au milieu des clans influents dans l'entourage de l'empereur, Zhao Feiyan, en raison de sa basse extraction, était quelque peu isolée. Aussi lui présente-t-elle sa jeune sœur Hede, qui devient elle aussi concubine. En 18 av. J.-C., les sœurs Zhao, avec le soutien de la famille Wang (qui comprend l'impératrice douairière Wang (en)), accusent de sorcellerie l'impératrice Xu (en), ainsi que la concubine Ban Jieyu. L'impératrice Xu est déchue, Ban Jieyu écartée. Zhao Feiyan devient impératrice en 16. Les deux sœurs conservent les faveurs de l'empereur durant une dizaine d'années. Elles se montrent toutefois incapables de lui donner un héritier, et deux enfants nés de deux autres concubines sont mis à mort à leur instigation. La mort soudaine de l'empereur en 7 av. J.-C. attire les soupçons quant aux causes de cette mort sur Zhao Hede, qui se suicide.
Zhao Feiyen reçoit le titre d'impératrice douairière en 6 sous le règne de l'empereur Ai. Mais la grande gagnante de ces intrigues de palais est l'impératrice douairière Wang. Son neveu Wang Mang, qui tient les rênes du pouvoir sous l'empereur suivant, Ming, en 1 av. J.-C. déchoit de son titre d'impératrice Zhao Feiyan, qui se suicide.